# Wiktor Iljin (Radsportler)
Wiktor Iljin (russisch Виктор Ильин; * 1932) ist ein ehemaliger sowjetischer Radrennfahrer und nationaler Meister im Radsport.

## Sportliche Laufbahn
Iljin war im Bahnradsport aktiv. Er war Teilnehmer der Olympischen Sommerspiele 1956 in Melbourne. In der Mannschaftsverfolgung wurde die Sowjetunion mit Wiktor Iljin auf dem 5. Rang klassiert. In den 1950er Jahren wurde er Mitglied der Bahnnationalmannschaft und erreichte mehrere Podiumsplätze bei den Bahnmeisterschaften der Sowjetunion.